# Senén Palacios
Senén Palacios Navarro (Santa Cruz, 24 de abril de 1858 - San Bernardo, 12 de mayo de 1927) fue un médico y escritor chileno, junto con soldado de la Guerra del Pacífico. Reconocido por su libro Otros tiempos (1923), es además hermano del también escritor y médico Nicolás Palacios.

## Biografía
Realizó sus estudios primarios en el Instituto Nacional. Ingresó a la Universidad de Chile como estudiante de medicina, titulándose en 1886.
Contrajo matrimonio el 24 de abril de 1892, durante su cumpleaños número 34, en Navidad, con Pilar Auristela Vásquez Carrillo (conocida como "Auris"), con quien viajó por dos años en Europa, estudiando y observando entre 1897 y 1898.
En 1879, al inicio de la Guerra del Pacífico, se embarcó al norte, sin ni avisarle a sus padres, para enrolarse como ayudante cirujano, participando en la campaña al Perú y Bolivia, siendo herido gravemente en la batalla de Tacna. Fue salvado por su hermano Nicolás, quien lo acompañó al norte siguiendo las órdenes de su padre de proteger a su hermano menor. Fueron tratados por cirujanos peruanos traídos a territorio chileno como prisioneros de guerra.
Tras retirarse del ejército al escaparse del norte en 1910, ejerció su profesión médica en Santiago. En 1912, se mudó a Valparaíso, donde fue Director de Sanidad entre 1912 y 1919. Falleció en San Bernardo, comuna ubicada en la provincia de Santiago, el 12 de mayo de 1927. En 2015, fue premiado de manera póstuma como Ciudadano Ilustre de la Comuna de Santa Cruz.